# Бюро по делам неправительственных организаций
Бюро по делам неправительственных организаций (англ. NGO Affairs Bureau, NGOAB) — правительственное бюро в Бангладеш, регулирующее деятельность некоммерческих общественных объединений.

## История
Бюро по делам неправительственных организация было основано при канцелярии премьер-министра Бангладеш в 1990 году в соответствии с административным распоряжением правительства. Бюро содействует деятельности неправительственных организаций в стране и обеспечивает их подотчетность государству. Первоначально бюро располагалось в Отделе по связям с общественностью Секретариата Президента, а затем в Отделе Кабинета Министров. В 1991 году, с восстановлением парламентской формы правления, Бюро по делам неправительственных организаций было передано в ведение Канцелярии премьер-министра в качестве регулирующего органа по делам неправительственных организаций со статусом правительственного ведомства.
Все негосударственные общественные некоммерческие организации, получающие финансирование из-за пределов Бангладеш, по закону обязаны зарегистрироваться в бюро, которое находится в подчинении канцелярии премьер-министра Бангладеш.

## Цели
Основная цель бюро заключается в предоставлении комплексных услуг неправительственных организациям, работающим с иностранной помощью и зарегистрированным в соответствии с Указом правительства Бангладеш о регулировании иностранных пожертвований (добровольной деятельности) 1978 года (Foreign Donations and Voluntary Activities Regulation Ordinance, 1978, XLVI of 1978). Бюро утверждает проектные предложения, поступающие от некоммерческих организаций для получения иностранных грантов. Запросы от организаций должны включать в себя обоснование проекта, цели, целевую группу, запланированные на год мероприятия, а также источники иностранных денег и контактные данные донора. Бюро связывается с отраслевыми министерствами для выяснения мнений по поступившему от общественной организации проектному предложению для определения насколько хорошо предложение согласовано с национальными приоритетами и согласованными на международном уровне целями, такими как Цели устойчивого развития ООН.
Кроме того, бюро содействует деятельности неправительственных организаций в стране и обеспечивает их подотчетность государству. Бюро несет ответственность за то, чтобы деньги, направляемые неправительственным организациям страны, поступали из законных источников. Бюро также собирает доходы в казну государства — как налоговые (подоходный налог, НДС и т. д.), так и неналоговые (регистрационный сбор).

## Руководство
Генеральным директором бюро является Сайдур Рахман (Saidur Rahman), старшим советником — Мухаммад Юнус (Mohammad Yunus). Юнус, известный активист гражданского общества, опирается на опыт гражданского общества Бангладеш для обеспечения социальной сплоченности.

## Статистика
В бюро зарегистрировано 2638 негосударственных некоммерческих объединений. Среди них 2364 местных национальных неправительственных организаций. Остальные НКО являются иностранными по отношению к Бангладеш.

## Гуманитарная деятельность
24 февраля 2022 года Генеральный секретарь Caritas Internationalis Алоизиус Джон выступил на брифинге для прессы в столице Бангладеш Дакке во время своего визита в Бангладеш. Целью выступления было поблагодарить народ Бангладеш за щедрость в приеме перемещенных лиц из Мьянмы — рохинджа. Он особо выразил признательность Бюро по делам неправительственных организаций за плодотворное сотрудничество с «Каритас».